# 375 km (obwód twerski)
375 km (ros. 375 км) – przystanek kolejowy w pobliżu miejscowości Wielesa, w rejonie zapadnodwińskim, w obwodzie twerskim, w Rosji. Położony jest na linii Moskwa - Siebież.